# Quốc lộ 61
Quốc lộ 61 là tuyến đường huyết mạch nối tỉnh Hậu Giang và tỉnh Kiên Giang, dài 96 km.

## Lộ trình
Quốc lộ 61 bắt đầu từ ngã ba Cái Tắc giao với Quốc lộ 1 thuộc thị trấn Cái Tắc, huyện Châu Thành A, đi qua các huyện Châu Thành A, Phụng Hiệp, Vị Thủy, thị xã Long Mỹ, thành phố Vị Thanh (tỉnh Hậu Giang), Gò Quao, Giồng Riềng, Châu Thành và thành phố Rạch Giá (tỉnh Kiên Giang) và kết thúc tại ngã ba Rạch Sỏi, phường Rạch Sỏi, thành phố Rạch Giá.
Độ dài một số tuyến đường:
- Ngã ba Cái Tắc – Cầu Cái Tư: 52 km
- Vị Thanh – Cầu Cái Tư: 14 km.
- Cầu Cái Tư – Gò Quao: 14 km[2]
- Rạch Sỏi – Bến Nhất – Gò Quao – Vĩnh Thuận (thuộc dự án đường Hồ Chí Minh).

### Đoạn thuộc tỉnh Kiên Giang
Quốc lộ 61 giao với Quốc lộ 63 tại ngã ba Tắc Cậu, thị trấn Minh Lương, huyện Châu Thành, tỉnh Kiên Giang.
Quốc lộ 61 đoạn thuộc địa phận tỉnh Kiên Giang bắt đầu từ cầu Cái Tư (huyện Gò Quao) đến ngã ba Rạch Sỏi (thành phố Rạch Giá) với chiều dài 44,1 km (từ Km 51+900 – Km 96), trong đó đã hoàn thành 19,65 km theo tiêu chuẩn đường cấp III đồng bằng (đoạn qua cầu Cái Tư và đoạn Bến Nhứt đến Rạch Sỏi); còn lại 24,45 km hiện là đường cấp V, cấp VI đồng bằng gồm: đoạn Cái Tư – Gò Quao có chiều dài 13,93 km đã phê duyệt trong dự án nâng cấp Quốc lộ 61 đoạn Cái Tư – Gò Quao và đoạn Gò Quao – Bến Nhứt có chiều dài 10,52 km đã phê duyệt trong dự án đường Hồ Chí Minh đoạn Rạch Sỏi – Bến Nhứt – Gò Quao – Vĩnh Thuận dài 65,3 km.. Đoạn từ Bến Nhứt đi Gò Quao rất hẹp và xấu, do ngân sách hạn hẹp nên nhiều năm qua địa phương chỉ có thể duy tu, dặm vá mặt đường. Còn đoạn từ cầu Cái Tư đi Gò Quao mặt đường rất hẹp, có nguy cơ sạt lở.

### Cầu Cái Tư
Ngày 27 tháng 12 năm 2002, cầu Cái Tư nằm trên Quốc lộ 61 thuộc địa phận xã Hỏa Tiến, thị xã Vị Thanh, tỉnh Cần Thơ (nay là xã Hỏa Tiến, thành phố Vị Thanh, tỉnh Hậu Giang) và xã Vĩnh Hòa Hưng Nam, huyện Gò Quao, tỉnh Kiên Giang được khởi công. Cầu Cái Tư có tổng chiều dài 1.326 m; phần cầu chính dài 514 m, rộng 12 m; xây dựng theo tiêu chuẩn cầu vĩnh cửu bê tông cốt thép và bê tông dự ứng lực, với vốn đầu tư 59 tỉ đồng. Đây là cây cầu được đánh giá có vị trí chiến lược, nối liền hai khu công nghiệp Rạch Sỏi (Kiên Giang) và Vị Thanh (Cần Thơ), phá thế độc đạo của Quốc lộ 80 và góp phần mở mang kinh tế cho các địa phương vùng sâu tỉnh Kiên Giang, Cà Mau và Cần Thơ.
Ngày 21 tháng 12 năm 2006, hai tỉnh Hậu Giang và Kiên Giang đã làm lễ thông xe cầu Cái Tư nối liền xã Vĩnh Hòa Hưng Nam, huyện Gò Quao, tỉnh Kiên Giang và xã Tân Tiến, thị xã Vị Thanh, tỉnh Hậu Giang (nay là xã Tân Tiến, thành phố Vị Thanh, tỉnh Hậu Giang) đã thay thế phà Cái Tư. Cầu Cái Tư được khởi công vào năm 2003 với quy mô vĩnh cửu bằng bêtông cốt thép dự ứng lực, chiều dài thân cầu 514 m, đường dẫn 812 m, khổ cầu rộng 12 m.